# Giải vô địch bóng đá nữ U-20 thế giới 2020
Giải vô địch bóng đá nữ U-20 thế giới 2020 ban đầu sẽ là giải đấu lần thứ 10 của Giải vô địch bóng đá nữ U-20 thế giới, giải vô địch bóng đá trẻ quốc tế hai năm một lần dành cho các đội tuyển nữ U-20 quốc gia của các liên đoàn thành viên thuộc FIFA, kể từ lần đầu tiên vào năm 2002 với tên gọi Giải vô địch bóng đá nữ U-19 thế giới (độ tuổi được nâng từ 19 lên 20 vào năm 2008).
Giải đấu ban đầu được lên lịch tổ chức vào tháng 8/tháng 9 năm 2020 tại Costa Rica và Panama. Tuy nhiên, do ảnh hưởng của đại dịch COVID-19, FIFA đã thông báo vào ngày 3 tháng 4 năm 2020 rằng giải đấu sẽ bị hủy bỏ và lên lịch lại. Vào ngày 12 tháng 5 năm 2020, FIFA thông báo rằng giải đấu sẽ được tổ chức từ ngày 20 tháng 1 đến ngày 6 tháng 2 năm 2021, tùy thuộc vào việc theo dõi thêm. Vào tháng 7 năm 2020, do lo ngại về COVID-19 với số ca mắc và tử vong cao nhất ở Trung Mỹ, Panama đã xin hủy bỏ việc đồng đăng cai với tư cách đồng chủ nhà, Costa Rica sẽ là nước chủ nhà duy nhất.
Vào ngày 17 tháng 11 năm 2020, FIFA thông báo rằng mùa giải 2020 sẽ bị hủy bỏ. Thay vào đó, Costa Rica được chỉ định là chủ nhà của mùa giải tiếp theo vào năm 2022.
Nhật Bản là đương kim vô địch sau khi giành chức vô địch đầu tiên vào năm 2018.

## Lựa chọn chủ nhà

### Vòng 1
Vào ngày 25 tháng 7 năm 2018, FIFA thông báo rằng quá trình đấu thầu đã bắt đầu cho Giải vô địch bóng đá nữ U-20 thế giới 2020 và Giải vô địch bóng đá nữ U-17 thế giới 2020. Một liên đoàn thành viên đã có thể đấu thầu cho cả hai giải đấu, với điều kiện là sẽ chỉ định hai nước chủ nhà khác nhau. Các liên đoàn thành viên sau đây đã tuyên bố quan tâm đến việc tổ chức sự kiện này trước thời hạn là ngày 12 tháng 9 năm 2018.
- Ấn Độ
- Hàn Quốc

Khi Ấn Độ được chỉ định là chủ nhà của Giải vô địch bóng đá nữ U-17 thế giới, họ không còn đủ điều kiện để được chọn làm chủ nhà của Giải vô địch bóng đá nữ U-20 thế giới 2020.

### Vòng 2
- Costa Rica /  Panama
- Nigeria

Sau khi Ấn Độ và Hàn Quốc rút lại hồ sơ dự thầu, quá trình đấu thầu đã được mở lại. Nigeria được coi là ứng cử viên, với FIFA dự kiến sẽ tiến hành chuyến thanh tra vào tháng 8.
Trong cuộc họp với Carlos Alvarado Quesada (Tổng thống Costa Rica), Rodolfo Villalobos (Chủ tịch Liên đoàn bóng đá Costa Rica), Gianni Infantino cho biết "Chúng tôi đã nêu khả năng Costa Rica và Panama sẽ đăng cai Giải vô địch bóng đá nữ U-20 thế giới vào tháng 9 năm 2020 và chúng tôi đã nhận được sự đón nhận tốt đẹp về tin tức này".
Vào ngày 20 tháng 12 năm 2019, FIFA thông báo rằng Costa Rica và Panama sẽ đăng cai giải đấu vào tháng 8 năm 2020.

## Các đội tuyển vượt qua vòng loại
Tổng cộng có 16 đội đủ điều kiện tham dự vòng chung kết. Ngoài Costa Rica, đội sẽ tự động đủ điều kiện làm chủ nhà, 15 đội sẽ đủ điều kiện từ sáu giải đấu châu lục. Panama đã rút lui với tư cách là đồng chủ nhà sau Giải vô địch bóng đá nữ U-20 CONCACAF 2020, vì lý do này, vị trí trống cho CONCACAF chưa bao giờ được xác định.
| Liên đoàn                                               | Giải đấu loại                                                         | Đội tuyển         | Lần tham dự | Tham dự lần cuối | Thành tích tốt nhất        |
| ------------------------------------------------------- | --------------------------------------------------------------------- | ----------------- | ----------- | ---------------- | -------------------------- |
| AFC (châu Á) (3 đội)                                    | Giải vô địch bóng đá nữ U-19 châu Á                                   | Nhật Bản          | 7           | 2018             | Vô địch (2018)             |
| AFC (châu Á) (3 đội)                                    | Giải vô địch bóng đá nữ U-19 châu Á                                   | CHDCND Triều Tiên | 8           | 2018             | Vô địch (2006, 2016)       |
| AFC (châu Á) (3 đội)                                    | Giải vô địch bóng đá nữ U-19 châu Á                                   | Hàn Quốc          | 6           | 2016             | Hạng ba (2010)             |
| CAF (châu Phi) (2 đội)                                  | Vòng loại Giải vô địch bóng đá nữ U-20 thế giới 2020 khu vực châu Phi | N/A               |             |                  |                            |
| CAF (châu Phi) (2 đội)                                  | Vòng loại Giải vô địch bóng đá nữ U-20 thế giới 2020 khu vực châu Phi | N/A               |             |                  |                            |
| CONCACAF (Bắc, Trung Mỹ và Caribbean) (Chủ nhà + 3 đội) | Chủ nhà                                                               | Costa Rica        | 3           | 2014             | Vòng bảng (2010, 2014)     |
| CONCACAF (Bắc, Trung Mỹ và Caribbean) (Chủ nhà + 3 đội) | Chủ nhà                                                               | Panama[!]         | 1           | Không có         | Lần đầu                    |
| CONCACAF (Bắc, Trung Mỹ và Caribbean) (Chủ nhà + 3 đội) | Giải vô địch bóng đá nữ U-20 CONCACAF 2020                            | México            | 9           | 2018             | Tứ kết (2010, 2012, 2016)  |
| CONCACAF (Bắc, Trung Mỹ và Caribbean) (Chủ nhà + 3 đội) | Giải vô địch bóng đá nữ U-20 CONCACAF 2020                            | Hoa Kỳ            | 10          | 2018             | Vô địch (2002, 2008, 2012) |
| CONCACAF (Bắc, Trung Mỹ và Caribbean) (Chủ nhà + 3 đội) | Giải vô địch bóng đá nữ U-20 CONCACAF 2020                            | N/A               |             |                  |                            |
| CONMEBOL (South America) (2 đội)                        | Giải vô địch bóng đá nữ U-20 Nam Mỹ 2020                              | N/A               |             |                  |                            |
| CONMEBOL (South America) (2 đội)                        | Giải vô địch bóng đá nữ U-20 Nam Mỹ 2020                              | N/A               |             |                  |                            |
| OFC (châu Đại Dương) (1 đội)                            | Giải vô địch bóng đá nữ U-19 châu Đại Dương 2019                      | New Zealand       | 8           | 2018             | Tứ kết (2014)              |
| UEFA (châu Âu) (4 đội)                                  | Giải vô địch bóng đá nữ U-19 châu Âu 2019                             | Pháp              | 8           | 2018             | Á quân (2016)              |
| UEFA (châu Âu) (4 đội)                                  | Giải vô địch bóng đá nữ U-19 châu Âu 2019                             | Đức               | 10          | 2018             | Vô địch (2004, 2010, 2014) |
| UEFA (châu Âu) (4 đội)                                  | Giải vô địch bóng đá nữ U-19 châu Âu 2019                             | Hà Lan            | 2           | 2018             | Tứ kết (2018)              |
| UEFA (châu Âu) (4 đội)                                  | Giải vô địch bóng đá nữ U-19 châu Âu 2019                             | Tây Ban Nha       | 4           | 2018             | Á quân (2018)              |

Ghi chú
1. ^ Rút lại quyền chủ nhà.